# Saul Odrowąż
Saul Odrowąż, znany także jako Szaweł Odrowąż (żył ok. XII w.) – kasztelan krakowski.

## Życiorys
Ojciec biskupa Iwo Odrowąża. Zasłużony w walkach na Pomorzu otrzymał od księcia Bolesława Krzywoustego dobra w ziemi koneckiej, a za swą siedzibę obrał Końskie.
Jego ojciec nosił takie samo imię, a żona pochodziła z rodu Kościeszów.